# Beatrice Hympendahl
Beatrice Hympendahl (* 31. August 1942 in Kiel) ist eine in Düsseldorf ansässige Modedesignerin, die wesentlich die deutsche Mode in den 1980er Jahren prägte.

## Leben und Werk
Beatrice Hympendahl, geborene Knappe, wuchs in Kiel als Tochter eines Kürschners auf. Nach dem Besuch des Gymnasiums absolvierte sie ab 1959 eine zweijährige Schneiderlehre und ging dann von 1961 bis 1962 an die Ecole des Beaux Arts nach Paris. Anschließend setzte sie ihre Ausbildung an einer Modeschule in Frankfurt am Main fort, wo sie 1965 ihre Meisterprüfung absolvierte.
Nach der Modeschule lernte Beatrice Knappe ihren Mann Klaus Hympendahl kennen, mit dem sie gemeinsam nach Düsseldorf zog. Aus der Ehe gingen zwei Söhne hervor, die Ehe wurde geschieden.
In Düsseldorf eröffnete sie mit Unterstützung ihrer Mutter und zusammen mit einer als Näherin arbeitenden Mitstudentin eine kleine Boutique. Zudem fing sie an, gezeichnete Entwürfe und später auch fertige Modeprodukte in verschiedenen Boutiquen vorzustellen. Ihr erster großer Auftrag war der Entwurf einer T-Shirt-Kollektion. Hier designte sie T-Shirts mit Spitze – ihr erster großer Erfolg, dessen Produktion mehrere Jahre lang lief.
Regelmäßig arbeitete sie als Stylistin, u. a. häufig mit dem Fotografen Peter Lindbergh. Sie arbeitete zwar nie als Kostümbildnerin, allerdings liehen sich Schauspieler Mode bei ihr aus. So erscheinen zum Beispiel in der Fernsehserie Losberg einige ihrer Kleidungsstücke.
Zusätzlich entwarf sie Kollektionen für Lodenfrey und für die italienische Mazzotto-Gruppe. Diese Zusammenarbeit gab sie jedoch wieder auf. 1985 wurde die Beatrice Hympendahl GmbH gegründet. 1986 beschäftige sie in ihrem Atelier 15 Mitarbeiter. Sie erreichte internationalen Erfolg und verkaufte an Abnehmern in großen Städten wie New York und London sowie in Japan, Belgien und der Schweiz.
Beatrice Hympendahl gehört neben Jil Sander, Wolfgang Joop, Manfred Schneider und anderen zu einem Kreis deutscher Modedesigner, die international für einen Höhepunkt der deutschen Mode verantwortlich waren.

## Beatrice Hympendahl GmbH
Die Gründung ihrer eigenen Marke entwickelte sich über einen längeren Zeitraum und begann mit der Einstellung von Schneiderinnen, später dem Mieten eines Ateliers und letztendlich der Gründung der Beatrice Hympendahl GmbH im Jahr 1985. Das Düsseldorfer Atelier gewann schnell an Bekanntheit. Der Umsatz wurde für 1984 mit rund 5 Mio. DM (umgerechnet 2,56 Mio. Euro) angegeben.
1991 wurde das Label aufgelöst. Das Atelier wurde noch einige Jahre weitergeführt, jedoch keine neuen Kollektionen mehr produziert.

## Design
Bei ihrer Designarbeit hatte Beatrice Hympendahl keine bestimmte Zielgruppe, sondern ließ sich von ihrer Intuition leiten und verließ sich auf ihr Gespür für Veränderung und Zeitgeist. Sie ist für eine ausgesprochen feminine Mode bekannt, die auf übermäßige Schnörkel verzichtet, dennoch verspielt ist. Inspiration schöpfte Hympendahl auch aus Begegnungen, Farben, Kunst etc. Andere Designer, deren Arbeit sie bewundert, sind unter anderen Claude Montana, Karl Lagerfeld und Coco Chanel.

## Auszeichnungen
- Goldener Samowar der sowjetischen Handelskammer Sojuzpushnina für ihre Bukhara Persianer Trendkollektion (1984)
- Fil d’Or (zweimal), Monte Carlo, für eine Leinen-Sommerkollektion (1985)[3]